# 豊島 (繊維商社)
豊島株式会社（とよしま、英: TOYOSHIMA & Co., Ltd.）は、愛知県名古屋市中区と東京都千代田区に本社を置くライフスタイル提案商社である（登記上の本店は愛知県一宮市）。

## 概要
1841年（天保12年）初代豊島半七が「綿屋半七」の屋号で綿花の仲買を始める。1918年（大正7年）6月、豊島半七糸店を改組し、株式会社山一商店を設立。1942年（昭和17年）7月には豊島商店を合併し、現商号となる。
現在は愛知県名古屋市に主力拠点をおく、大手繊維商社。
2022年より「ライフスタイル提案商社」を打ち出している。
かつてはUFJホールディングスの大株主でもあった。

## 沿革
- 1841年（天保12年） - 創業。
- 1893年（明治26年） - 豊島銀行（とよしまぎんこう）設立。（1907年（明治40年）に名古屋銀行（東海銀行の前身の一つ）に営業譲渡）
- 1918年（大正7年）6月27日 - 株式会社山一商店を設立。
- 1942年（昭和17年） - 豊島株式会社に商号を変更。
- 2017年（平成29年）9月 - フェリック株式会社を子会社化[5]。
- 2018年（平成30年）11月 - エンメ株式会社の全株式を取得し、子会社化[6]。
- 2022年 （令和2年）- 株式会社トレードワルツに出資[7]。

## 事業所
- 名古屋本社（愛知県名古屋市中区）
- 東京本社（東京都千代田区）
- 一宮本店（愛知県一宮市）
- 浜松支店（静岡県浜松市中央区）

## 関連企業
- 伊吹株式会社
- 株式会社エフリード
- 株式会社ジョイワールドジャパン
- 東海産業株式会社
- トヨシマ電機株式会社
- 株式会社トヨシマビジネスシステム
- 豊島紡績株式会社
- 日本エース株式会社
- フェリック株式会社
- 株式会社リッチライフ